# 短柄荚蒾
短柄荚蒾（学名：Viburnum brevipes）是五福花科荚蒾属的植物，为中国的特有植物。分布于中国大陆的湖北等地，生长于海拔1,300米至1,800米的地区，常生于山坡灌丛，目前尚未由人工引种栽培。